# 空字串
在計算機科學或形式語言中，空字串是指在字母表Σ上，其長度為 0 的那唯一字串，以ε或λ來標記。
在物件導向程式語言中，空字串共非空參照。一個字串型別的空參照並未指向一個字串物件，而對其操作則會導致錯誤。空字串則可以使用字串運算。

## 特性
在形式語言中，空字串有以下特性：
- {\displaystyle |\lambda \,|=0}。字串長度為 0 。
- {\displaystyle \lambda \,+s=s+\lambda \,=s}。在串接運算之下，空字串是一個在Σ上之自由么半群的單位元素。
- {\displaystyle {\lambda \,}^{R}=\lambda \,}。空字串的反元素為空字串。
- 空字串位於字典順序中的最優先。[1]

程式語言可能會維持這些特性，但保留特殊實作方式的可能。

## 表示方式
空字串通常使用和其它一般字串相同的方式來表示。在使用結束字符的語言（如C字串或純文字的一行）中，則單統地將結束字符放在第一個位置。
| 程式語言          | λ 表示法             |
| ----------------- | -------------------- |
| C語言, C++        | "" {'\0'}            |
| C++               | std::string()        |
| Objective-C       | @""                  |
| Perl              | "" '' qw()           |
| Python            | "" '' """""" str()   |
| C#                | "" string.Empty      |
| Visual Basic .NET | "" String.Empty      |
| PHP               | "" ''                |
| Java              | ""                   |
| Javascript        | "" ''                |
| Haskell           | ""                   |
| OCaml             | "" String.make 0 '-' |
| Delphi            | ''                   |